# کنار گذاشتن حجاب در ایران

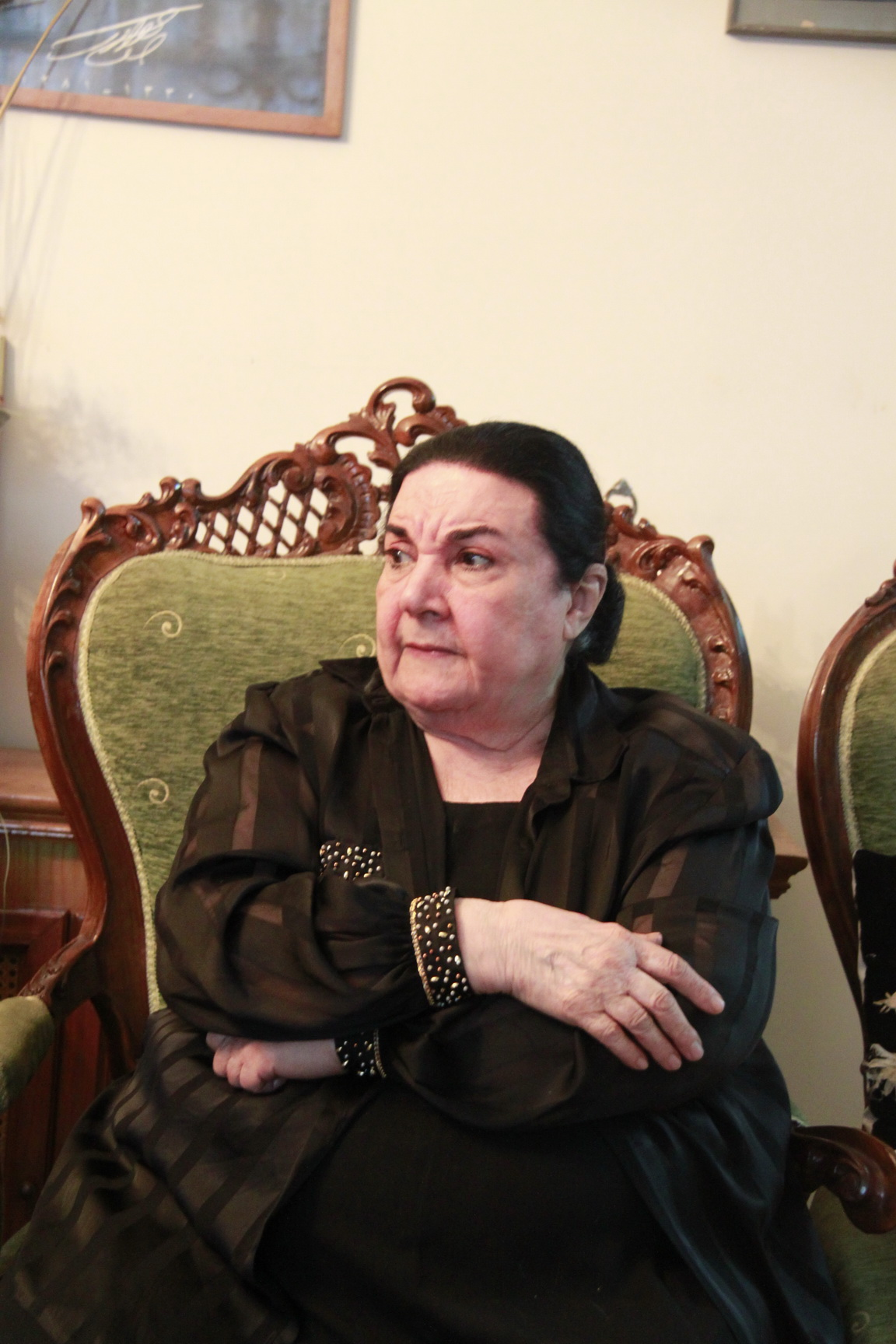
پوران فرخزاد، شب شعر در تاریخ ۱۰ آبان سال ۱۳۹۱ تهران

کنار گذاشتن حجاب در ایران، کنشی دینی یا سیاسی است که در اثر نپذیرفتن اجبار و نقض آزادی پوشش در طول تاریخ ایران به‌ویژه تاریخ معاصر، رخ داده است؛ این کنش در نوع مذهبی، در زنان غیرمسلمان، به‌دلیل بی‌اعتقادی به حجاب و در زنان مسلمان در اثر بی‌اعتقادی به الزام حجاب اسلامی برای زن در اسلام انجام می‌شود. این کنش، با اجبار حجاب از سوی نظام جمهوری اسلامی ایران، به‌تدریج شکل سیاسی و اعتراضی به خود گرفت. حجاب، همواره به‌وسیلهٔ افکار عمومی جامعه اسلامی ایران یا قانون، از جانب حکومت اسلامی وقت، عموماً بر زنان ایرانی، تحمیل شده است. کنار گذاشتن حجاب توسط زنان در ایران به شکل‌ها و درجه‌های مختلف، از جمله شامل برداشتن روبنده، روسری و… نیز بوده است. نقطهٔ عطف این عمل، خیزش ۱۴۰۱ ایران بود که با حمایت چهره‌ها با برداشتن حجاب اجباری به اوج خود رسید.

## دوران قاجار
نخستین کنار گذاشتن حجاب ثبت‌شده در تاریخ معاصر ایران توسط یک زن ایرانی، مربوط به طاهره قرةالعین است که در گردهمایی بدشت سخنرانی کرد و با حاضر شدن بدون نقاب روبنده، حاضران را شوکه کرد. این اتفاق باعث افزایش نگرانی دولتیان و روحانیون در آن زمان شد.

## دوران پهلوی
در طول حکومت پهلوی همواره آزادی پوشش تا حد بالایی وجود داشت و برخی زنان با اختیار خود حجاب عرفی آن زمان را کاملا کنار گذاشته بودند. واقعهٔ کشف حجاب در ایران در دوران رضاشاه نیز شامل برداشتن اجباری حجاب از سر زنان بود.

## دوران جمهوری اسلامی
ماه‌های اول انقلاب ۱۳۵۷ با آزادی پوشش به‌جامانده از دوران پهلوی همراه بود اما نهایتاً حجاب شرعی اسلامی در قانون وارد و برای همهٔ زنان اجباری شد که منجر به تظاهرات ۱۷ اسفند ۱۳۵۷ شد.
حجاب اجباری در جمهوری اسلامی، از ۱۸ مرداد ۱۳۶۲ و توسط مجلس شورای اسلامی با تصویب قانون مجازات اسلامی، برای عدم رعایت حجاب در معابر عمومی و تعیین مجازات، به‌صورت رسمی عملی شد.

### دختران خیابان انقلاب
دختران خیابان انقلاب، نام پویشی است که در آن دختران و زنان به نشانهٔ اعتراض به حجاب اجباری در ایران با حرکتی نمادین روسری خود را در خیابان از سر برمی‌دارند. بعضی از دختران در نقاطی از شهر روی سکو رفته و روسری خود را به نشانه اعتراض بر سر چوب زدند. ویدا موحد معروف به دختر خیابان انقلاب، نام زن جوانی است که در صبح روز چهارشنبه ۶ دی ۱۳۹۶ (۲۷ دسامبر ۲۰۱۷) و چند روز قبل از شروع تظاهرات ۱۳۹۶ ایران، در تقاطع خیابان انقلاب اسلامی و خیابان وصال شیرازی تهران در حرکتی نمادین روسری سفیدرنگی را بر سر چوبی کرد و در اعتراض به حجاب اجباری آن را تکان داد و توسط فرماندهی انتظامی جمهوری اسلامی بازداشت شد.

### خیزش ۱۴۰۱ ایران
از هنگام کشته شدن مهسا امینی در بازداشت گشت ارشاد که آغازگر خیزش اعتراضی در ایران بود، تاکنون بسیاری از زنان و دختران ایرانی حجاب اجباری را از سر برداشته‌اند و با این شیوه از نافرمانی مدنی با تأکید بر نوع انتخاب پوشش به خیزش پیوسته‌اند. شماری از چهره‌های مشهور از جمله بازیگران و هنرمندان و ورزشکاران زن نیز به این جنبش پیوسته و عکس‌ها یا ویدئوهایی پس از کشف حجاب از خود منتشر کرده‌اند. جمهوری اسلامی و روحانیون مذهبی حکومت همواره از حجاب به‌عنوان خط قرمز نظام نام می‌برند.

## افراد مشهور
تعدادی زیادی از هنرمندان، سلبریتی‌ها و ورزشکاران حرفه‌ای حجاب از سر برداشتند از جمله افراد زیر:
1. آبان عسکری (بازیگر)
2. افسانه بایگان (بازیگر)[۱۶]
3. الناز رکابی (ورزشکار سنگ‌نوردی)[۱۷]
4. الهام پاوه‌نژاد (بازیگر)[۱۶]
5. بهارک صالح‌نیا
6. پارمیدا قاسمی (ورزشکار تیرانداز با کمان)[۱۸]
7. پانته‌آ بهرام (بازیگر)[۱۹]
8. پردیس افکاری (بازیگر)
9. پرستو صالحی (بازیگر)[۲۰]
10. پگاه آهنگرانی (بازیگر)
11. ترانه علیدوستی (بازیگر)[۲۱]
12. چکامه چمن‌ماه (بازیگر)
13. حنانه شهشهانی (بازیگر)
14. خزر معصومی (بازیگر)[۲۲]
15. رخشان بنی اعتماد (فیلنامه‌نویس، تهیه‌کننده و کارگردان)[۱۶]
16. ریحانه پارسا (بازیگر و کارگردان)
17. زر امیرابراهیمی (بازیگر)[۲۳]
18. سارا باهنر (بازیگر)
19. سحر زکریا (بازیگر)[۲۴]
20. سمیرا سیاح (بازیگر)
21. شادی صدر (وکیل، روزنامه‌نگار و فعال حقوق زنان)
22. شبنم فرشادجو (بازیگر)[۲۵]
23. شراره دولت‌آبادی (بازیگر)[۲۶]
24. شقایق دهقان (بازیگر)[۲۷]
25. شقایق نوروزی (بازیگر)
26. صدف طاهریان (مدل و بازیگر)
27. فاطمه حقیقت‌جو (فعال سیاسی و نماینده سابق مجلس)
28. فاطمه معتمدآریا (بازیگر)[۲۸]
29. فرناز قاضی‌زاده (روزنامه‌نگار و مجری)
30. فریبا داوودی مهاجر (خبرنگار و مشاور سابق رئیس‌جمهور)
31. کتایون ریاحی (بازیگر)[۲۹]
32. کیمیا علیزاده (ورزشکار تکواندو)[۳۰]
33. گلشیفته فراهانی (بازیگر)[۳۱]
34. گوهر عشقی (فعال مدنی)[۳۲]
35. مریم بوبانی (بازیگر)
36. مریم پالیزبان (بازیگر و شاعر)[۳۳]
37. مسیح علی‌نژاد (خبرنگار و فعال سیاسی و مدنی)[۳۴]
38. ملیسا مهربان (بازیگر)
39. ملیکا بلالی (کشتی‌گیر، فعال حقوق زنان، شاعر و نقاش)[۳۵]
40. مهناز افشار (بازیگر)
41. مینا لاکانی (بازیگر)
42. هایده حائری (بازیگر و کارگردان)
43. هنگامه قاضیانی (بازیگر)[۳۶]
44. آزاده بی‌زارگیتی (نویسنده و فیلم‌ساز)[۳۷]
45. آیتک جاویدنژاد (بازیگر)
46. الهه فرشچی (مدل و بازیگر)
47. دنیا مدنی (بازیگر)[۳۸]
48. روناک یونسی (بازیگر)
49. ساناز طاری (بازیگر)
50. سپیده ابطحی (مستندساز)[۳۸]
51. شیرین صمدی (مجری)
52. شیوا امیرابراهیمی (بازیگر)
53. شیوا بلوچی (بازیگر)[۲۲]
54. صبا راد (مجری)
55. فائزه علوی (بازیگر)
56. لیلا ایرانی (بازیگر)
57. مونا بانکی‌پور (بازیگر و کارگردان)
58. مینا اکبری (کارگردان)[۲۲][۳۹]
59. ناهید لیان (مجری)
60. نیوشا مدبر(بازیگر)

### سینماگران
در حمایت از خیزش سراسری ایران در سال ۱۴۰۱ شماری از زنان مطرح سینمای ایران با برداشتن حجاب از سر و انتشار عکس‌هایشان در شبکه‌های اجتماعی با شعار «زن، زندگی، آزادی» حمایت کردند. این اقدام در خبرگزاری رویترز هم بازتاب یافته است. انتشار عکس‌های بی‌حجاب از زنان بازیگر در حالی است که چنین اقدامی موقعیت حرفه‌ای آنان را در سینما به خطر می‌اندازد یا برای همیشه از بین می‌برد.
- فاطمه معتمدآریا

فاطمه معتمدآریا در حاشیهٔ مراسم تشییع و خاکسپاری امین تارخ، بازیگر سینما و تلویزیون که به پشت تریبون رفته بود، حجاب از سر برداشت.
- کتایون ریاحی

کتایون ریاحی در گفتگو با ایران اینترنشنال گفت که حجاب هیچ‌گاه پوشش مورد تأیید و انتخاب او نبوده است و پوشش حجاب را بدون میل باطنی و به‌اجبار استفاده می‌کرده و حالا در هم‌دلی و اعتراض به جان‌باختن مهسا امینی تصمیم گرفته آن را کنار بگذارد. در پی انتشار خبر هجوم نیروهای امنیتی به خانهٔ کتایون ریاحی پس از برداشتن حجابش، برخی گزارش‌ها حاکی از بی‌خبری از وضعیت اوست.
- پگاه آهنگرانی
- شبنم فرشادجو

شبنم فرشادجو در یک ویدیوی اعتراضی اعلام کرد: «به‌خاطر اتفاقاتی که برای مهسا افتاده است، تصمیم گرفتم بدون حجاب استوری بذارم».
- مریم بوبانی

مریم بوبانی بازیگر سینما و تلویزیون در اعتراض به ماجرای فوت مهسا امینی تصویری بدون حجاب از خود منتشر کرد. او با انتشار عکسی در اینستاگرامش نوشت: «رنج، رنگی به موهای من نگذاشته، اما همین سپیدی را از روسری می‌رهانم.»
- شیوا ابراهیمی

شیوا ابراهیمی در پستی نوشت: «من یک زن ایرانیم که سالها بود از سر اجبار و ترس روسری به سر داشتم ولی هیچ‌وقت به خواست خودم نبوده و نخواهد بود. این در جواب کسی است که به دروغ گفته زنان ایرانی خودشان به عنوان یک امر خودجوش حجاب را رعایت می‌کنند و کسی هم به آنها تکلیف نکرده است.»
- ترانه علیدوستی

پنج‌شنبه ۱۹ آبان، خبرگزاری رویترز در گزارشی برداشتن حجاب اجباری ازسوی ترانه علیدوستی را بازتاب داد. ترانه علیدوستی در پستی اینستاگرامی، تصویر بی‌حجاب خود را با شعار «ژن، ژیان، ئازادی» منتشر کرد و با نقل قسمتی از یک ترانهٔ شهیار قنبری نوشت: «غیبت آخر تو، کوچ مرغان صدا، ختم این غائله نیست …» جمعی از بازیگران زن نظیر هانیه توسلی، گلاره عباسی، ستاره اسکندری، پریناز ایزدیار، سحر دولتشاهی، شبنم قلی خانی از اقدام ترانه علیدوستی استقبال کردند.
- دنیا مدنی

چهارشنبه ۱۸ آبان، دنیا مدنی بازیگر و دختر رویا تیموریان در پست اینستاگرامی عکسی بی‌حجاب در آینه منتشر کرد و نوشت: «حالا من، من هستم و چیزی که در آینه می‌بینم خود خود من است. من برای زن، زندگی، آزادی خواهم جنگید و تو کم‌کم به این عادت خواهی کرد».
- خزر معصومی

در یک پست اینستاگرامی در کنار عکسی بی‌حجاب از خود، قسمتی از شعر «وطن، وطن» سیاوش کسرایی را به اشتراک گذاشت و نوشت «سپاه عشق در پی است. شرار و شور کارساز با وی است. دریچه‌های قلب را باز کن. سرود شب‌شکاف آن ز چهارسوی این جهان کنون به گوش می‌رسد.»
- سپیده ابطحی

سپیده ابطحی مستندساز و دبیر انجمن مستند سازان عکس بدون روسری خود را در حمایت از زنان ایرانی در اینستاگرام منتشر کرد. او در حساب کاربری خود در اینستاگرام نوشت: «کنار و هم‌دل با وطنم، با مردم، با داغداران. داغدار می‌مانم تا روز دادخواهی. برای روز آزادی. برای خون شهیدان زیبای راه آزادی. لطفاً به دیدن این چهره از ما عادت کنید.»
- مینا اکبری

مینا اکبری، کارگردان، تصویری از خود بدون حجاب منتشر کرد و نوشت: «فریاد مردمان آزادهٔ سرزمینم را تکرار می‌کنم. روزی که هما دارابی در اعتراض به حجاب اجباری، خودش را به آتش کشید تا به یادمان بیاورد حق بر بدن خود را فراموش کرده‌ایم، گمان نمی‌برد دو دهه بعد دخترانی نه‌تنها روسری که جان را مشت می‌کنند برای گرفتن این حق. ترانه علیدوستی بین سینما و مردم، مردم را انتخاب کرد تا «سهم» خودش را ادا کند. من هم به سهم خودم و در همراهی با او فریاد مردمان آزاده سرزمینم را تکرار می‌کنم: زن زندگی آزادی»
- آزاده بی‌زارگیتی

آزاده بی‌زارگیتی، نویسنده و فیلم‌ساز با انتشار تصویری نوشت: «من آزاده بی‌زارگیتی به‌عنوان یک نویسنده و فیلم‌ساز همواره قلبم برای مردم‌ام به‌ویژه زنانِ سرزمین‌ام تپیده است. همواره در آثارم با غم‌هاشان شاد، با اندوه‌شان گریسته‌ام. همواره در حد کوچک‌ام جنگیده‌ام تا صدای آدم‌هایی باشم که هنر رسمی کمتر میل شنیدن صدای‌شان را داشته و در این راه سختی کم ندیده‌ام». او در ادامه نوشته: «اینک، این‌جا به حکم انسانیت و شرافت، به حکم زن بودنم، به‌عنوان یک ایرانیِ ساکنِ سیارهٔ زمین، ساکنِ ایران، کاملاً مستقل و بی‌هیچ وابستگی به هیچ حزب و گروهی، کنار زنان و مردانِ آزادی‌خواه و برابری‌خواه سرزمین‌ام ایستاده‌ام که از مشروطه تا کنون فریاد آزادی‌خواهی‌شان را هیچ حاکمیتی نشنید. پس به احترامِ کرامت انسانی، به نامِ زن، به نامِ انسان حجاب اجباری را از سر برمی‌دارم. به امید شنیدنِ صداهای متکثر به امید احترامِ به آزادی به امیدِ احترامِ به آزادیِ بیان، به امید تحقق قوانینِ برابری‌طلبانه به امید تحقق طنین پرشکوه و مهربانِ شعارِ 《 زن، زندگی، آزادی》در خیابان‌های شهرم»
- سحر زکریا

سحر زکریا بازیگر سینما و تلویزیون با  انتشار تصویری بدون حجاب و موهای ازته‌تراشیده از خود نوشت: «الان حدود یک ماه است موهایم را بر زمین ریختم، فکر نمی‌کردم باید اعلام کنم، چون خجالت می‌کشیدم از دختران و پسرانمان، از این‌همه خون… ولی اگر دردی دوا می‌شود من هم هستم»
- شراره دولت‌آبادی

شراره دولت‌آبادی، بازیگر سینما و تلویزیون در همراهی با این موج، عکسی بی‌حجاب در اینستاگرام منتشر کرد و نوشت: «این خودمم. شراره دولت‌آبادی بدون سانسور! تکه‌های پازل داره تکمیل میشه.»
- شقایق دهقان

شقایق دهقان با انتشار تصویر بدون حجاب خود در اینستاگرم نوشت: «خدمتتون توضیح بدم که سهواً حجابم افتاد، سهواً دوباره سرم نکردم، یکی هم داشت سهواً عکس می‌گرفت، سهواً هم یکی دستش خورد استوریش کرد.»
- شیوا بلوچی

شیوا بلوچی بازیگر سینما و تلویزیون در پستی از برداشتن حجاب خبر داد.
- مریم پالیزبان

مریم پالیزبان بازیگر و دکترای فلسفه و علوم انسانی از دانشگاه فرای برلین در حمایت از اعتراضات حجاب از سر برداشت.
- هنگامه قاضیانی

هنگامه قاضیانی با انتشار ویدئویی بدون حجاب در اینستاگرام گفت تا آخرین نفس کنار مردم ایران هستم.
- رخشان بنی اعتماد

رخشان بنی‌اعتماد بدون روسری در پیامی گفت: «خشونت شما پایان و مرزی نداره. سرتاسر این سرزمین خون جوانان و بچه‌ها همه‌جا ریخته. امیدوارم اگر خون این همه جوان، شما را به خودتان نیاورده مرگ کیان ۹سالهٔ معصوم تا ابد، خواب رو از چشمانتان بگیره.»
- افسانه بایگان

او در حساب کاربری‌اش در اینستاگرام عکس بی‌حجاب خود را همراه با هشتگ «زن، زندگی، آزادی» منتشر کرد.
- الهام پاوه‌نژاد

الهام پاوه‌نژاد، بازیگر سینما و تلویزیون ۲۸ آبان ۱۴۰۱ عکس بدون حجاب خود را منتشر کرد.
- کتانه افشاری نژاد[۶۶]

کتانه افشاری‌نژاد بازیگر در ویدئویی گفت: روسری برداشتن کمترین کار است؛ بس کنید کشت و کشتار را
- تبسم هاشمی
- سحر خوشنام[۶۷]

سحر خوشنام، مستندساز با انتشار عکس بدون حجاب خود در اینستاگرام نوشت: «بیایید به چهرهٔ واقعی هم عادت کنیم. بیایید هزینه را برای پیشگامان این حرکت پایین بیاوریم»
- مریم یاوری[۶۸]

مریم یاوری، فیلم‌ساز و عکاس، عکسی بدون حجاب در اینستاگرامش منتشر کرد و با اشاره به «آزادی انتخاب پوشش» نوشت: «فقط و فقط به حکم انسان بودنم، آزادی بیانی را فریاد می‌زنم که حق من، برای انتخاب‌گر بودن است.»
- مژگان ایلانلو
- لیلی رشیدی

لیلی رشیدی، بازیگر، با انتشار عکسی بدون حجاب از خود در دی‌ماه ۱۴۰۱ در حساب اینستاگرامش نوشت: «من حرف خودم را خواهم زد». او در این پست اینستاگرامی همچنین نام ترانه علیدوستی، بازیگر زندانی و شعار «زن زندگی آزادی» را هشتگ کرد.

### ورزشکاران
- الناز رکابی

الناز رکابی که در مسابقات سنگ‌نوردی آسیایی شرکت کرده بود به دور نهایی راه یافت و چهارم شد. او در فینال مسابقات بدون حجاب حاضر شد.
- نیلوفر مردانی

نیلوفر مردانی اسکیت‌باز ملی‌پوش ایران، هنگام رفتن روی سکو بدون حجاب اجباری و با پیراهنی مشکی که نام ایران روی آن نوشته شده بود رفت. او در واکنش به حواشی این حرکت نوشت: «بلافاصله بعد از مسابقه اسم ما را صدا کردند برای رفتن روی سکو و از آنجایی که رفتن با کلاه اسکیت روی سکو ممنوع است من کلاهم را درآوردم و متوجه افتادن روسری‌ام نشدم.»
- کیمیا یزدیان طهرانی

کیمیا یزدیان طهرانی، ملی‌پوش بسکتبال ایران با انتشار یک استوری در اینستاگرامش، تصویری بدون حجاب از خودش منتشر کرد.
- پارمیدا قاسمی

پارمیدا قاسمی، عضو تیم ملی تیر و کمان در مراسم اختتامیه لیگ تیر و کمان جام خلیج فارس بدون حجاب حاضر شد.
- مربی و بازیکنان «تیم بسکتبال زنان کنکو»، به‌عنوان اولین تیم ورزشی از هنگام اجباری شدن حجاب در جمهوری اسلامی تاکنون، به شکل تیمی و دسته‌جمعی کشف حجاب کردند.[۷۹]
- ملیکا بلالی[۸۰]
- سارا بهاروندی و پری بهاروندی اعضای تیم ملی اسنوکر با انتشار ویدیویی بدون حجاب اجباری از عضویت در تیم ملی کناره‌گیری کردند و اعلام کردند: «از این پس در هیچ تورنمنت داخلی و خارجی حضور پیدا نخواهند کرد. نمی‌گوییم در کنار مردم چون ما خود مردم هستیم.» آن‌ها با شعار زن، زندگی، آزادی اعلام کردند که این تصمیم را برای خون‌هایی که به ناحق ریخته شدند، برای زندانیان سیاسی و برای کودکانمان گرفته‌اند.[۸۱]
- سارا خادم‌الشریعه استاد بین‌المللی شطرنج در مسابقات جهانی شطرنج سریع و برق‌آسا در دی‌ماه ۱۴۰۱ در قزاقستان بدون حجاب اجباری حاضر شد.[۸۲]

### اهل قلم
- لیلی گلستان

این مترجم و عضو کانون نویسندگان ایران با انتشار تصاویری بدون حجاب از خود در حساب اینستاگرامش نوشت: «امروز رفته بودم کمی برای خونه خرید کنم و کسی این عکس‌ها را از من گرفت و برایم فرستاد. این هم من بدون حجاب اجباری!»

### فعالان اجتماعی، مدنی و سیاسی
- گوهر عشقی، مادر ستار بهشتی و از مادران دادخواه، در ۲۶ مهر در ویدیویی که از خود منتشر کرد، حجاب از سر برداشت و گفت: «به‌خاطر جوان‌هایمان بعد از هشتاد سال برای این دینی که می‌خواهد مردم را بکشد، من این حجاب را از سرم برمی‌دارم.»[۸۴]
- صدیقه وسمقی، در مهرماه ۱۴۰۲ با انتشاری ویدیویی که در آن حجاب اجباری بر سر نداشت گفت: «هرگونه اذیت و آزار زنان بابت حجاب اجباری «مخالف انسانیت، عدالت، اخلاق و حتی مخالف اسلام» است.[۸۵]
- فاطمه حقیقت‌جو، نمایندهٔ سابق مجلس شورای اسلامی در سال ۹۷ اعلام کرد در حمایت از حقوق زنان و مخالفت با خشونت و زندان علیه زنانی که مخالف حجاب اجباری هستند، حجاب اسلامی را کنار گذاشته است.[۸۶]

## پیامدها و واکنش‌ها
صداوسیمای جمهوری اسلامی با چالش بازپخش بسیاری از فیلم‌ها و سریال‌هایی مواجه شده است که زنان بازیگر در آن‌ها نقش‌آفرینی کرده‌اند. روزنامه جوان نزدیک به سپاه پاسداران سینماگران زن مخالف حجاب اجباری را «مهرهٔ سوخته» و «بدنام» خواند و انگیزهٔ بازیگران زن از پیوستن به کارزار مخالفت با حجاب اجباری را دریافت «گرین کارت» عنوان کرده است.
تعدادی از بازیگران از جمله الناز شاکردوست، میترا حجار، باران کوثری، سیما تیرانداز و هنگامه قاضیانی جهت پاسخگویی به دادسرا احضار شدند.